# Gruberellidae
Die Einteilung der Lebewesen in Systematiken ist kontinuierlicher Gegenstand der Forschung. So existieren neben- und nacheinander verschiedene systematische Klassifikationen. 
Das hier behandelte Taxon ist durch neue Forschungen obsolet geworden oder ist aus anderen Gründen nicht Teil der in der deutschsprachigen Wikipedia dargestellten Systematik.
Die Gruberellidae sind ein Taxon von Protisten, die aus zwei monotypischen Gattungen besteht. Sie wurden als eigene Gruppe zu den Heterolobosea gerechnet, gingen aber später in den Tetramitia auf.

## Merkmale
Gruberellidae sind ein- (Stachyamoeba) oder mehrkernige (Gruberella) Zellen. Sie bilden keine Fruchtkörper aus. Während der Mitose zerfallen die Kernkörperchen. Begeißelte Stadien fehlen, allerdings liegt eine Beobachtung einer solchen bei einer unbestimmten, marinen Stachyamoeba vor. Deren Bestimmung wurde allerdings angezweifelt und lässt sich nicht bestätigen, da der Stamm verloren ging. Die Amöben können feine, scheinfüßchenartige Zellfortsätze aufweisen.

## Lebensweise
Gruberella ist meeresbewohnend, Stachyamoeba lebt im Süßwasser oder terrestrisch.

## Systematik
Die Gruberellidae war die kleinste der drei Gruppen der Heterolobosea und umfasst nur zwei Arten:
- Gruberella flavescens
- Stachyamoeba lipophora

Ihre Verwandtschaft ist molekulargenetisch nicht bestätigt.
Spätere Systematiken fassten sie mit ihren Schwestertaxa, den Vahlkampfiidae und den Acrasidae, zur Gruppe der Tetramitia zusammen.

## Nachweise
1. 1 2  Johan F. De Jonckheere: Heterolobosea Page and Blanton 1985, Version vom 21. September 2008, in The Tree of Life Web Project, http://tolweb.org/, Online
2. 1 2 3  David J. Patterson, A. Rogerson, Naja Vors: Heterolobosea In: John J. Lee, G. F. Leedale, P. Bradbury (Hrsg.): An Illustrated Guide to the Protozoa. Band 2. Allen, Lawrence 2000, ISBN 1-891276-23-9, S. 1105 (englisch).
3. ↑  Adl, S. M., Simpson, A. G. B., Lane, C. E., Lukeš, J., Bass, D., Bowser, S. S., Brown, M. W., Burki, F., Dunthorn, M., Hampl, V., Heiss, A., Hoppenrath, M., Lara, E., le Gall, L., Lynn, D. H., McManus, H., Mitchell, E. A. D., Mozley-Stanridge, S. E., Parfrey, L. W., Pawlowski, J., Rueckert, S., Shadwick, L., Schoch, C. L., Smirnov, A. and Spiegel, F. W.: The Revised Classification of Eukaryotes. Journal of Eukaryotic Microbiology, 59: 429–514, 2012, PDF Online